# Т-64БМ «Булат»
Т-64БМ «Була́т» — український основний бойовий танк, який є модернізацією радянського танка Т-64БВ. Модернізація включала посилення захисту корпусу і башти динамічним захистом «Ніж», більш потужний двигун, а також низку інших удосконалень.

## Історія

### Створення
У 1999 році в ХКБМ були розроблені ряд технічних проєктів щодо посилення захищеності і модернізації системи керування вогнем танків типу Т-64Б (Т-64БВ) і Т-64Б1 (Т-64БВ1) до рівня танків Т-80УД (T-84). При цьому були опрацьовані три варіанти модернізації танків цього типу. Дослідні модернізовані танки були продемонстровані в Києві 24 серпня 1999 року в параді на честь 8 річниці незалежності України.
Перший варіант модернізації полягав в установці вмонтованого динамічного захисту української розробки на серійні танки Т-64БВ і Т-64БВ1 в ході капітального ремонту. Шість танків Т-64БВ1 капітально відремонтованих на 115-му танкоремонтному заводі в Харкові з макетом вмонтованого динамічного захисту були продемонстровані на параді 24 серпня 1999 року.
Другий варіант модернізації (об'єкт 447АМ2, мав робочу назву Т-64БМ2) передбачав установку вмонтованого динамічного захисту, комплексу керованого озброєння 9ДО119 «Рефлекс», прицільного комплексу 1А43 і механізму заряджання 6ЭЦ43. Прицільний комплекс 1А43 включає в себе приціл-далекомір прилад наведення 1Г46 з електроблоком, блок дозволу пострілу і танковий балістичний обчислювач 1В528-2. Два модернізованих танка, випущених ХЗТМ, так само були продемонстровані на параді 24 серпня 1999 року.
Третій варіант модернізації — танк Т-64У, або Т-64БМ (об'єкт 447АМ1) полягав в установці на танку Т-64БВ вмонтованого динамічного захисту, комплексу керованого озброєння 9ДО119 «Рефлекс» і системи керування вогнем 1А45 «Іртиш», аналогічної встановлюваній на танках Т-80УД (об'єкт 478Б) і T-84 (об'єкт 478ДУ2) і механізму заряджання 6ЭЦ43. До складу СУВ 1А45 входили прицільні комплекси 1А43, ТО1-КО1 (освітлювач Л-4 на танку Т-64У не встановлюється), ПНК-4. У прицільний комплекс ПНК-4 входить приціл командира танка ТКН-4С «Агат» з електроблоком, зенітний приціл ПЗУ-7, привід наведення ЗПУ 1ЕЦ29, що дозволяли командиру танка брати на себе керування озброєнням танка. Дослідний екземпляр танка Т-64У був також продемонстрований на параді в Києві 24 серпня 1999 року.
Влітку 2005 року був представлений танк БМ «Булат» (об'єкт 447АМ1-1). Модернізація в цілому була аналогічна Т-64У, але ззовні відрізнялася модулем вмонтованого динамічного захисту на верхній лобовій деталі корпусу, що була оптимізована під елементи ДЗ ХСЧКВ комплексу «Ніж». В тому ж році він був прийнятий на озброєння.

## Опис танка

### Вогнева міць

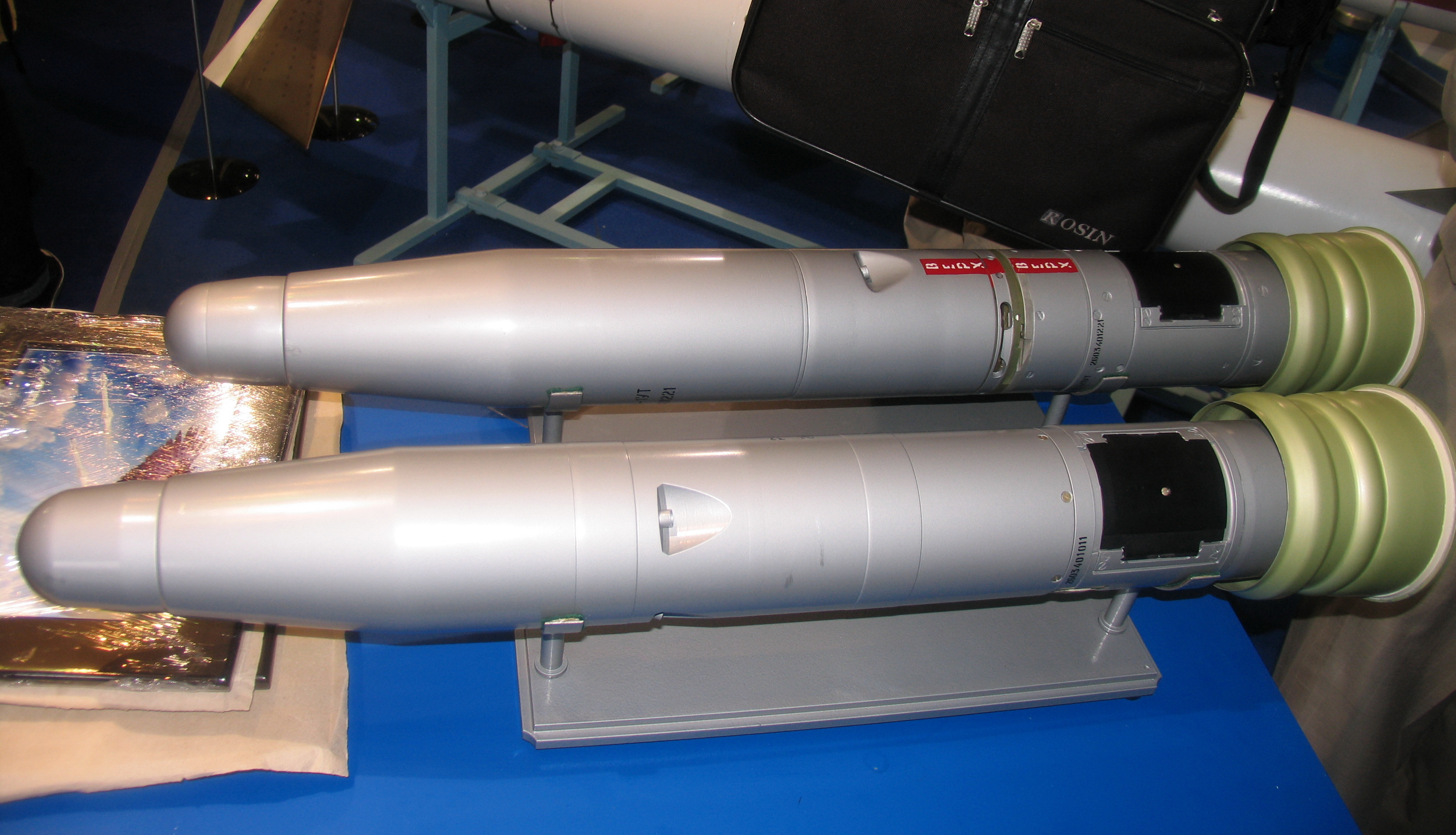
Ракети «Комбат»

Основним озброєнням танка Т-64БМ «Булат» є 125-мм гладкоствольна гармата-пускова установка КБА-3, або ж 2А46М-1, з довжиною ствола у 48 калібрів. Боєкомплект — 36 пострілів роздільного заряджання з підкаліберними бронебійними, кумулятивними та осколково-фугасними снарядами і керованими ракетами. 28 пострілів розміщені в конвейері механізма заряджання, а решта — в укладках другої черги. До складу системи озброєння також входить танковий ракетний комплекс ТАКО-621 українського виробництва, який дає змогу боротися з бронетехнікою, укріпленнями, гелікоптерами та іншими цілями на відстані до 5000 м за допомогою керованих ракет «Комбат».
Крім гармати, танк озброєний двома кулеметами — крупнокаліберним зенітним КТ-12,7 з дистанційним керуванням та спареним КТ-7,62 гвинтівкового калібру. Боєкомплект до кулеметів налічує 300 набоїв калібру 12,7 мм і 1250 набоїв калібру 7,62 мм, споряджених у стрічки відповідно на 50 і 250 набоїв.
Після модернізації комплекс керування вогнем (ККВ) танка БМ БУЛАТ перевищує за своїми характеристиками ККВ танка Т-80УД. Підвищення тактико-технічних характеристик забезпечується шляхом установки наступних приладів, комплексів і систем:
- прицілу навідника 1Г46М
- нічного комплексу навідника ТО1-КО1ER
- танкового балістичного обчислювача 1В528-1
- окремих приладів і блоків стабілізатора основного озброєння 2Э42М
- прицільно-спостережного комплексу ПНК-4CR
- прицілу зенітної установки ПЗУ-7
- системи керування ЗУ 1ЭЦ29М
- комплексу керованого озброєння ТАКО-621

Це досягнуто завдяки застосуванню вдосконаленого стабілізатора озброєння (середня помилка стабілізації по вертикалі 0,3 і 0,4 мрад горизонталі), що забезпечує більшу точність у порівнянні з застосовувалися на Т-64Б, Т-80У, Т-90 (середня помилка 0,4-0,6 мрад). Башта БМ Булат повертається на 180 градусів менш ніж за 5 секунд (швидкість обертання башти щодо корпусу складає до 40 град / сек, у Т-90С — 16-24 град./С.).
Вдосконалений приціл навідника 1Г46М забезпечує підвищену точність стабілізації і автоматичну компенсацію відведення лінії візування. Балістичний обчислювач 1В528-1 (ТИУС-В) забезпечує розрахунок кутів прицілювання та упередження з урахуванням даних датчиків вхідної інформації.
При використанні нічного комплексу навідника ТО1-КО1ЕР за рахунок стабілізації поля зору і автоматичного введення кутів прицілювання і попередження — вдвічі збільшена ефективність стрільби і в 2-3 рази скорочено час на підготовку пострілу. Дальність розпізнавання цілі типу «танк» вночі — 1400 м.
Прицільно-спостережний комплекс командира ПНК-4ср стабілізовано у вертикальній площині і забезпечує ведення стрільби з танкової гармати і спареного з нею кулемета, зенітної установки в денних і нічних умовах.

### Захищеність
Особлива увага при модернізації була приділена захисту. Заснована вона на застосуванні модулів «Ніж» (БЦКТ «Мікротек»). Крім пристроїв динамічного типу встановлюється і пасивне бронювання, в результаті рівень захищеності танка від бронебійних підкаліберних і кумулятивних протитанкових засобів зростає удвічі (1,9 по БПС, 2,2 по КС). Це є рекордним показником, досягнутим при модернізації бронезахисту (наприклад, установка на Т-80Б комплексу ДЗ «Релікт» збільшує захист в 1,3 і 2,1 рази відповідно).
«Ніж» забезпечує захист танків або інших бойових машин від бронебійно-підкаліберних снарядів, кумулятивних засобів ураження та ударно-кумулятивних боєприпасів типу «ударне ядро».
Причому на відміну від комплексу «Контакт-5», який встановлюється на Т-72БА, Т-90А, Т-90С комплекс «Ніж» надійно ініціюється усіма сучасними БПС (з заходами подолання ДЗ) у всьому діапазоні швидкостей удару сердечника. Застосування сучасної ДЗ «Ніж» забезпечує «Булату» захист, що перевершує захист нових танків Т-90А із застарілою ДЗ «Контакт-5». Площа перекриття башти і корпусу БМ «Булат» значно перевершує Т-90А. У недавні кілька років пристрої ХСЧКВ були модернізовані з метою зниження маси і вартості.

#### Двигун
Для підвищення мобільності, в мотороно-трансмісійне відділення встановлюється силова установка більшої потужності. Новою силовою установкою є двигун 5ТДФМ потужністю 850 к.с., який є форсованою модифікацією двигуна 5ТДФ з проведеними заходами щодо збільшення потужності. Установка двигуна 5ТДФМ вимагає заміни штатного фільтра повітря на новий і доопрацювання випускної системи. Загалом модернізація силового відділення, за даними виробника, дозволила збільшити середню швидкість руху по дорозі на 7 км/год, а запас ходу по шосе (без урахування додаткових паливних баків)— приблизно на 380 км. Задля збереження дорожнього покриття гусениці можуть бути оснащені асфальтохідними башмаками.

#### Ходова частина
Ходова частина «Булата» аналогічна такій у Т-64БВ. Модернізований танк зберіг енергоємну і м'яку підвіску Т-64БВ, що забезпечує комфорт екіпажу і точну стрільбу на ходу. Для гусениць танка були також розроблені й випробувані асфальтоходні башмаки (АХБ), що не вимагають доопрацювання деталей гусениці. Дані асфальтоходні башмаки з елементами кріплення постачаються окремо.

## Модифікації

### Т-64БМ2 «Булат»
Т-64БМ2 «Булат» являє собою модернізацію танку Т-64БМ2 (об'єкт 447АМ2). Це ДКР щодо модернізації танків типу Т-64БМ2 з ремоторизацією на двигун 6ТД-1 (МТВ уніфіковане з Т-80УД і Т-84 «Оплот»).
Це дозволяє значно підвищити рухомість та інші ходові та експлуатаційні характеристики машини. Зокрема, питома потужність 45-тонної машини збільшується з 18,9 к.с./т до 22,2 к.с./т. Наприклад, у російського Т-90А цей показник становить 21,5 к.с./т.
Також у модернізацію включені елементи, які включаються у стандарту модернізацію Т-64БВ зразка 2017 року:
- Тепловізійний приціл навідника ТПН-1 ТПВ
- Командирський денно-нічний приціл ТКН-3УМ
- Апаратура супутникової навігації СН-4215
- Нова цифрова радіостанція тощо

Для реалізації цього завдання Харківський бронетанковий завод розширив габарити танка у кормовій частині. Роботи йшли під керівництвом Центрального бронетанкового управління Збройних Сил України, а збирання моторно-трансмісійного відділу відповідає Завод імені В. О. Малишева.
В подальшому досвід по ремоторизації Т-64БМ2 планують використати у ДКР по модернізації парку танків Т-64Б/Б1 і Т-64БВ/БВ1 під шифром «Краб».
Всього до повномасштабного вторгнення РФ було модернізовано 12 машин. Один ротний комплект з 10 машин передали у 92 ОМБр, у складі якої 4 машини взяли участь у параді до 30-ї річниці незалежності України. Ще дві машини на початок лютого 2022 року знаходились на ХБТЗ.

## Порівняльні характеристики танків на базі Т-64БВ
|                                              | Т-64БВ                   | БМ «Булат»                      | Т-64Е                                        |
| -------------------------------------------- | ------------------------ | ------------------------------- | -------------------------------------------- |
| Зовнішній вигляд                             |                          |                                 |                                              |
| Рік                                          | 1985                     | 2005                            | 2010                                         |
| Розробник                                    | ХКБМ                     | ХКБМ                            | ХБТРЗ                                        |
| Бойова маса, т                               | 42,4                     | 45,0                            | 42,7                                         |
| Екіпаж                                       | 3                        | 3                               | 3                                            |
| Калібр та марка гармати                      | 125-мм 2А46М-1           | 125-мм КБАЗ                     | 125-мм КБАЗ                                  |
| Система керування вогнем                     | 1А33-1 «Об»              | 1А45 «Іртиш»                    | 1А33-1 «Об» (модернізована)                  |
| Приціл-далекомір                             | 1Г42                     | 1Г46М                           | 1Г42М                                        |
| Стабілізатор основного озброєння             | 2Е42                     | 2Е42М                           | 2Е42                                         |
| Кероване озброєння                           | «Кобра»                  | «Комбат»                        | «Комбат»                                     |
| Боєкомплект, пострілів                       | 36                       | 36                              | 37                                           |
| Швидкострільність, постр./хв                 | 6-8                      | 6-8                             | 6-8                                          |
| Додаткове озброєння                          | 7,62-мм ПКТ 12,7-мм НСВТ | 7,62-мм КТ-7,62 12,7-мм КТ-12,7 | 7,62-мм КТ-7,62 12,7-мм КТ-12,7 ГШ-23ЛАГС-17 |
| Динамічний захист                            | «Контакт»                | «Ніж»                           | «Дуплет»                                     |
| Активний захист                              | немає                    | немає                           | КОЕП «Варта», КАЗ «Заслін»                   |
| Двигун                                       | 5ТДФ (700 к.с.)          | 5ТДФМ (850 к.с.)                | 5ТДФЕ (850 к.с.)                             |
| Питома потужність, к.с./т                    | 16,5                     | 18,9                            | 19,9                                         |
| Максимальна швидкість, км/год                | 60                       | 60                              | 65                                           |
| Запас ходу без додаткових паливних баків, км | 500                      | 385                             | 500                                          |

## Таблиця характеристик танка Т-64БМ «Булат»
| Бойова маса                                                           | 45 т |
| Екіпаж                                                                | 3 особи |
| Питома потужність                                                     | 18,9 |
| Питомий тиск на ґрунт                                                 | не більше 0,98 кгс/см2 |
| Температурний режим експлуатації                                      | −40…+55°С |
| Максимальний кут підйому                                              | 30° |
| Максимальний кут крену                                                | 25° |
| Ширина рову                                                           | 2,85 м |
| Висота вертикальної стінки                                            | 0,8 м |
| Глибина броду, подоланого без підготовки                              | 1,8 м |
| Максимальна глибина водної перешкоди                                  | 5,0 м |
| Гармата                                                               | |
| Найменування                                                          | КБА-3 або 2А46М-1 |
| Тип                                                                   | гладкоствольна |
| Калібр                                                                | 125 мм |
| Кулемет спарений                                                      | |
| Найменування                                                          | КТ-7,62 або ПКТ |
| Калібр                                                                | 7,62 мм |
| Зенітно-кулеметна установка                                           | |
| Тип                                                                   | Автономна, закрита, стабілізована у вертикальній площині |
| Приціл                                                                | ПЗУ-7 |
| Зенітний кулемет                                                      | |
| Найменування                                                          | КТ-12,7 або НСВТ-12,7 |
| Калібр                                                                | 12,7 мм |
| Двигун                                                                | |
| Тип                                                                   | Двотактний багатопаливний, 5-ти циліндровий дизель з газотурбінним наддувом, рідинного охолодження, з горизонтальним розташуванням циліндрів і зустрічно рухомими поршнями |
| Марка                                                                 | 5ТДФМ |
| Потужність                                                            | 850 к.с. (1000 к.с.- 6ТД-1) |
| Частота обертання колінчастого вала на режимі максимальної потужності | 2800 об/хв |
| Питома витрата палива на режимі максимальної потужності,              | >160(158 — 6ТД-1) г/к.с.год. |
| Довжина двигуна                                                       | 1413 мм |
| Ширина двигуна                                                        | 955 мм |
| Висота двигуна                                                        | 581 мм |
| Маса сухого двигуна                                                   | 1040 кг |
| Система захвату повітря                                               | |
| Тип                                                                   | Двоступенева, з ежекційним видаленням пилу: перший ступінь-бункер з інерційними ґратами, другий ступінь — бескасетний повітряочищувач циклонного типу                      |
| Періодичність обслуговування повітряочищувача                         | 400 км |
| Компресор                                                             | |
| Тип                                                                   | Поршневий триступеневий двоциліндровий повітряного охолодження |
| Марка                                                                 | АК-150СВ |
| Робочий тиск                                                          | 165 кгс/см2 |
| Продуктивність                                                        | 2,4 м3/г |
| Коробка передач                                                       | |
| Тип                                                                   | Планетарна, з фрикційним включенням і гідрокеруванням |
| Кількість коробок передач                                             | 2 |
| Число передніх передач                                                | 7 |
| Число задніх передач                                                  | 1 |

## Оператори
- Україна — станом на кінець 2011 р. Збройні Сили України отримали 76 танків Т-64БМ «Булат». В першому півріччі 2012 р. ХЗТМ мав модернізувати ще 9 машин. На кінець 2017 року українська армія мала близько 100 одиниць цих танків.[1]

### Україна
Перші 17 танків Т-64БМ «Булат» було отримано Збройними Силами України в серпні 2005 року, ще 19 надійшло в 2006.
В листопаді 2010 року із заводу надійшла чергова партія у кількості 10 танків. З урахуванням цих танків на озброєнні гончарівської бригади загальна кількість «Булатів» склала 61 одиницю.
Станом на кінець 2011 р. Збройні Сили України отримали 76 танків Т-64БМ «Булат». В першому півріччі 2012 р. ХЗТМ мав модернізувати ще 9 машин.[джерело?]
Більшість Т-64БМ «Булат» експлуатуються в 1-й окремій танковій бригаді, дислокованої у смт. Гончарівське Чернігівської області. Незначна кількість машин цього типу надійшла також до 169-го навчального центру Сухопутних військ «Десна» та Академії сухопутних військ імені гетьмана Петра Сагайдачного.
В травні 2017 року ДП «Завод ім. В. О. Малишева» повернув до ладу 50 одиниць ОБТ «Булат» та передав їх до української армії. Машини брали участь в бойових діях на Сході України. На черзі було ще 14 танків, що планували відновити та модернізувати для української армії.

## Бойове застосування

### Російсько-українська війна

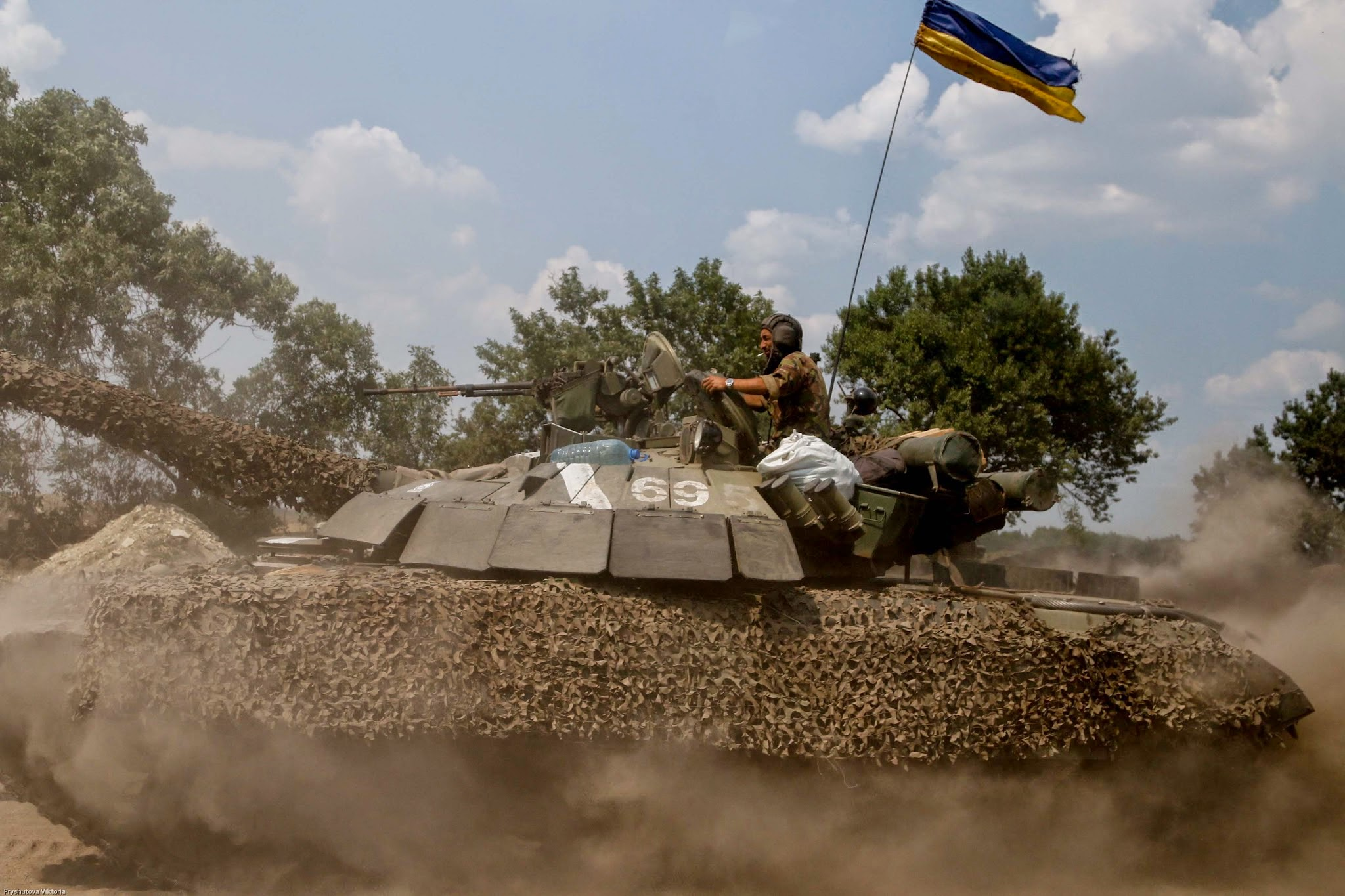
БМ «Булат» під час війни на Донбасі

Т-64БМ «Булат» брав участь у боях Війни на сході України, перебуваючи на озброєнні 1-ї танкової бригади.
12 лютого 2015 року в бою під Логвиновим група з трьох українських танків Т-64БМ «Булат» знищила щонайменш 8 російських танків Т-72Б, при цьому один танк Т-64БМ «Булат» продовжив бій попри пряме влучення в нього супротивника.
Станом на 2017 рік, «Булати» пройшли найгарячіші точки військових дій, захищали Луганський аеропорт та стримували наступ російських сил на Маріупольському напрямку. Машини витримали удари супротивника та зберегли життя нашим захисникам. Загалом, за три роки 64 «Булати» проявили себе на полі бою та зарекомендували себе як якісна та безпечна техніка. Проте виявила і деякі слабкі сторони — зазначалося, що у танку слабкий двигун для його ваги. 2017 року було оголошено, що танки Булат будуть передані в резерв.
«Булати» брали участь й у повномасштабній російсько-українській війні. Зокрема, в боях за звільнення Херсону від ЗС РФ.
Станом на 30 березня 2025 року редактори Oryx Blog знайшли фото чи відео підтвердження безповоротної втрати Україною 24 танків БМ/БМ2 «Булат» (з них 21 знищено і 3 захоплено силами ЗС РФ), ще низка були пошкоджені.

## Оцінки

### Сильні сторони
Т-64БМ «Булат» за сукупністю тактико-технічних характеристик перевершує найбільш поширені на теренах колишнього СРСР зразки основних бойових танків (Т-72АВ/Б і Т-80БВ) і наближається до сучасних машин, таких як Т-90А і БМ «Оплот». Попри те, що «Булат» являє собою глибоку модернізацію Т-64, прийнятого на озброєння ще в 1966 році, у нього ще є перспективи розвитку: у моторному відділенні без значних переробок може бути встановлений двигун 6ТД-1 потужністю до 1000 к.с., а запас міцності ходової частини дозволяє покращити захищеність машини за рахунок установки на танк перспективних комплексів активного, пасивного та динамічного захисту. Однак першочерговим пріоритетом, імовірніше за все, стане вдосконалення системи керування вогнем, оскільки вона не відповідає сучасним стандартам через відсутність тепловізійного та панорамного прицілів на серійних машинах.
За даними Сергія Згурця, були приклади під час бойових дій, коли у динамічний захист «Ніж» танка потрапляло до 8 реактивних гранат, викликаючи спрацьовування модулів, і броня витримувала подібний обстріл.

### Критика
Бойове застосування танків виявило слабкі сторони машини. За словами генерал-майора Юрія Толочного, у танка слабкий двигун для його ваги. Форсований 5ТДФМ з потужністю у 850 к.с. виявився заслабким для машини, вага якої зросла до 45 тонн. При цьому двигун форсували, а системи постачання та очистки повітря залишились у старих об'ємах. Як наслідок — вихід «Булатів» з ладу через пиловий знос форсованих двигунів. Проблемним виявився також спосіб кріплення динамічного захисту «Ніж», який приварюється до верхньої лобової деталі корпусу танка. В результаті, заміна блоків динамічного захисту, які спрацювали від ураження, у польових умовах була практично нерозв'язною задачею, і танк відправляли на завод.